# Прогеймер
Прогеймер (англ. progamer, скорочено від англ. professional gamer — укр. професійний геймер) — загальноприйнята назва для професійних кіберспортсменів, чиїм основним заробітком є призові та зарплати за виступ на змаганнях з електронного спорту (кіберспорту).
Прогеймер — професійний гравець у комп'ютерні ігри, для якого гра — основний спосіб заробітку.

## Історія
Прогеймери як клас гравців почали з'являтися незабаром після випуску Doom, у якому була можливість грати по локальній мережі і інтернету. Офіційний поділ гравців на професіоналів і любителів сталося зі створенням організації CPL — Cyberathlete Professional League в 1997 році. У 2003 році кіберспортивна організація SK-gaming уперше стала укладати контракти зі своїми кіберспортсменами й виплачувати їм щомісячні зарплати, згодом до такої схеми перейшло більшість великих організацій. Це дозволяє називати спортивну діяльність прогеймера справжньою професією.

## Південна Корея
У Південній Кореї захоплення комп'ютерними іграми стало масовим. Найбільшу популярність в Кореї набула гра StarCraft, яка стала елементом національної культури. Змагання з цієї гри проводяться на великих стадіонах при великій кількості глядачів, а сама гра проєктується на великі плазмові екрани. Професійні змагання по Starcraft регулярно транслюються по двох телевізійним ігрових каналах MBCGame і OnGameNet. У Кореї вперше стали створюватися професійні кіберспортивні команди, спонсоровані великими корпораціями. Існує професійна асоціація KeSPA, яка стежить за дотриманням правил проведення матчів, а також публікує статистику перемог в інтернеті. Створені численні фан-клуби прогеймерів, які уважно стежать за грою своїх кумирів, відвідують їх виступу, створюють присвячені сайти в інтернеті, друкують плакати з фотографіями. Культура кіберспорту підтримується на державному рівні — найвідоміші прогеймери йдуть служити в армію в спеціальний підрозділ 1S, де мають змогу продовжувати тренування.

## Найвідоміші прогеймери
- Джонатан «Fatal1ty» Венделл — один з найвідоміших гравців за всю історію кіберспорту. Найбільше добився успіху в шутерах від першої особи. Зараз покінчив з кар'єрою кіберспортсмена і займається продажем різних аксесуарів, пов'язаних із його ім'ям.
- Денніс «Thresh» Фонг — відомий професійний гравець в шутери.
- Антон «Cooller» Сіньга — відомий гравець в Quake 3, Quake 4 і Quake Live.
- Лім «Boxer» Е Хван — відомий гравець в StarCraft в Південній Кореї, так і в усьому світі.
- Мануель «Grubby» Шенкуйзен — один з найтитулованіших гравців в Warcraft III.
- Олександр «s1mple» Костильєв — найвідоміший гравець Counter Strike: Global Offensive.